# Себечівка
Себечі́вка (інші назви: Красносілка, Вишнівка) — річка в Україні, в межах Шептицького району Львівської області. Ліва притока Західного Бугу (басейн Балтійського моря). 

## Опис
Довжина 18 км, площа басейну 66,4 км². Річкова долина спершу вузька, далі розширюється, місцями має заболочені ділянки. Річище слабозвивисте. Є кілька ставків. 

## Розташування
Себечівка бере початок на захід від села Лешків, неподалік від українсько-польського кордону. Тече серед пологих пагорбів Сокальського пасма на схід, місцями на північний схід. Впадає до Західного Бугу при північно-східній околиці села Завишень. 
Над річкою розташовані села: Лешків, Себечів та (частково) Завишень. 